# Криминал у Естонији
Против криминала у Естонији боре се естонска полиција и друге агенције.

## Злочин по врсти

### Убиство
У 2015. години, Естонија је имала стопу убистава од 3,19 на 100.000 становника.  У Естонији су 2015. године била укупно 42 убиства  У 2022. години било је укупно 18 убистава, што је најмањи број од стицања независности.  
Стопа убистава била је знатно већа 1990-их и 2000-их. У Естонији је у просеку између 1999. и 2001. године убијено 9,4 људи на 100.000. 

### Организовани криминал
Организовани криминал карактерише лабав савез мафијашких група, углавном руског порекла, са широким спектром различитих деловања: проституција, крађа моторних возила, трговина дрогом, а раније и „обезбеђивање“ радника за грађевинске уговоре у Финској, где су криминалне организације одузимале део плата радника.  Иако мала, мафија је хијерархијска и добро организована, што јој је омогућило опстанак. 

#### Заједнички фонд
Заједнички фонд ( ест. ühiskassa   ) је традиционална кровна организација криминалних група, својеврсни синдикат који решава сукобе и утврђује границе интересних сфера различитих група. 2003. године, Заједничким фондом је око 15 година доминирао Николај Таранков из руског наслеђа и КГБ-а .   Међутим, Таранкова је 2016. године убио његов кум  Заједнички фонд плаћа адвокате ухваћених чланова, купује и доставља пакете затвореним члановима и покрива друге трошкове.  Такво „осигурање“ повећава лојалност чланова. 
2005. године Централна криминалистичка полиција Естоније је приметила пад прихода Заједничког фонда, што је довело до хапшења неколико високорангираних чланова.  Пад се приписује променама у естонском друштву, посебно онима које су искусиле уочи приступања Европској унији .

Током 2010-их, полиција је успела да омета рад Обтшака хапшењем високорангираних чланова. Један од вођа, Асар Паулус, осуђен је 2016. године за оснивање криминалне организације и финансирање трговине дрогом. Банда је приход стекла незаконитом наплатом дугова и изнудом, а неки чланови су починили пореске преваре, злочине против дроге и насилне злочине. Уопште, насилни криминал и рекет за заштиту постали су прошлост: обични бизнисмени више не морају да плаћају новац за заштиту. Уместо тога, мафија је више укључена у трговину дрогом и криминалне радње као што је пореска превара. Такође, многи бивши мафијашки „бизнисмени“ прешли су у легитимне послове. 

### Превара
Аарни Неувонен је највећи икада починилац преваре при запошљавању у Естонији . Познат је по томе што је прикупио новац обећавајући послове у иностранству од хиљада људи и нестао након што је 1993. године нанео штету од преко (процењених) 10 милиона ЕЕК . Аво Виол је осуђен за проневеру 2003. године. Неологизам виолдама, постао је жаргонски глагол који значи "проневерити". 

### Дроге
Промет илегалне трговине дрогом у Естонији према проценама из 2008. могао би да износи неколико милијарди ЕЕК . Према мишљењу вишег начелника одељења за борбу против наркотика у полицијској префектури Север, само 1% од укупне количине дроге на тржишту је заплењено у Естонији.  Јединица за трговину људима ЕВРОПОЛ- а је 2011. године одредила балтичке државе и Калињинград као транзитно чвориште за трговину дрогом у и из Русије. 

### Корупција
Transparency International је 2008. измерио индекс перцепције корупције за Естонију на 6,6, рангирајући је на 27. место на листи од 180 земаља.  Поређења ради, суседна Шведска је рангирана на 1.–3. месту са ЦПИ од 9,3, Финска на 5.–6. месту са ЦПИ од 9,0, Русија на 147.–150. месту са ЦПИ од 2,1, а Летонија 52. са ЦПИ од 5,0. Виши индекс значи перцепцију веће транспарентности и мање корупције. Од 2014. године, индекс перцепције корупције за Естонију износи 6,9, што је ставља на 26. позицију (у контексту ЕУ изнад Француске и испод Аустрије).  Естонија је 2022. заузела 14. место. 
У 2008. години идентификовано је и регистровано укупно 326 кривичних дела у вези са корупцијом, што је знатно мање од броја регистрованих у 2006. години, када је утврђено 511 случајева корупције, али 17% више него 2007. године и нешто више него у 2003.  Они су чинили само 0,6% свих кривичних дела. 

Страни инвеститори не сматрају корупцију главним проблемом пословања у Естонији. Генерално, јавни сектор је транспарентан и добро се придржава антикорупцијских иницијатива и показује поштовање етичких принципа на културном нивоу.
У фебруару 2012. године, влада је донела антикорупцијски закон у циљу даљег побољшања транспарентности у јавном сектору, као што је објављивање имовине од стране државних службеника.  Поверење јавности у изборни систем је високо. Међутим, влада се и даље суочава са изазовима у борби против корупције. Корупција на локалном нивоу и даље остаје проблем и потребно је подизање јавне свијести о превенцији корупције. 

### Трговина људима
Према Интерполу из 2002. године, од распада Совјетског Савеза највећу групу проститутки које раде у Финској чиниле су жене које су биле жртве трговине људима из Естоније и Русије. 
„Извештај о трговини људима“ из 2012. који је издало Стејт департмент САД за борбу против трговине људима  понавља тврдње из претходних година да је Естонија „извор, транзит и одредиште“ за трговину одраслим људима и да Естонија не поштује своје минималне стандарде за елиминисање трговине људима. Сада се додаје да влада "улаже значајне напоре да то учини". Естонска влада сада третира трговину људима као озбиљну ствар, која је 2012. године донела закон који криминализује трговину људима са казном до 15 година затвора. Естонска влада идентификовала је 56 жртава 2011. године; 39 жена, 17 мушкараца и без деце; 37 су биле жртве сексуалне трговине, 19 су биле жртве трговине људима.

У извештају се такође наводи да естонска влада финансира (42.000 УСД) активну телефонску линију за борбу против трговине људима и да је повећала средства (158.000 УСД) за бригу о жртвама трговине људима и да одржава „снажан и подржавајући“ однос са активним организацијама у борби против трговине људима. У том циљу, влада је објавила водич за идентификацију жртава на естонском и руском језику, за употребу од стране органа за спровођење закона. Влада је дистрибуирала материјал за борбу против трговине људима на сајмовима туризма и запошљавања. Конзуларни службеници су посетили школе како би разговарали о опасностима трговине људима. Влада је такође координирала напоре у смањењу/елиминацији трговине људима са другим земљама и предузела је разне друге мере против трговине људима.

## Динамика криминала
Естонија је тренутно једна од најсигурнијих и најстабилнијих земаља у Европи, али између 1990-их и 2000-их, преовладао је организовани криминал и био је окарактерисан лабавим савезом мафијашких група, углавном руског порекла, са широким спектром различитих рекета: проституција, крађа моторних возила, трговина дрогом, а раније и "обезбеђивање" радника за грађевинске уговоре у Финској, где су криминалне организације одузимале део плата радника.  Иако мала, естонска мафија је била хијерархијска и добро организована, што јој је омогућило опстанак до данас, додуше у знатно скромнијем облику.     Такође, стопа убистава је била знатно већа него икада у Естонији у истом периоду; на пример, у Естонији је у просеку између 1999. и 2001. године убијено 9,4 људи на 100.000. Према статистичким подацима објављеним у Британији 2008. који се односе на период 1991–2001, број злочина је порастао за 84% од 1991. до 2001.  Број откривених кривичних дела у вези са дрогом порастао је за 21 између 1997. и 2001.  Све у свему, криминал је нагло опао између 1995. и 2010. године, за близу 70%. 

## Злочин естонских становника у иностранству

### Пљачке накита
У децембру 2006. године, процењено је да су становници Естоније одговорни за 140 пљачки продавница накита и сатова у Финској, Холандији, Португалу, Италији, Шпанији, Француској, Немачкој, Уједињеном Краљевству, Данској и Шведској током претходне три године. Вредност изгубљене имовине процењује се на 25 милиона евра.  У Француској је 2012. године суђено Ле ганг дес Естониенс због пљачке неколико јувелира у Паризу.